# ココ・マチーン
ロデール・ルイス・パチェコ・ナシアンセーノ（Rodel Luis Pacheco Nacianceno、1981年11月1日 - ）はフィリピン人の俳優。